# فاليريا بيانكي
فاليريا بيانكي (بالإسبانية: Valeria Bianchi) مواليد 16 سبتمبر 1985، هي لاعبة كرة يد أرجنتينية تلعب كظهير أيسر. مثلت منتخب الأرجنتين لكرة اليد للسيدات. حققت المركز الثاني في دورة الألعاب الأمريكية 2011.

## سجل المنافسة
شاركت في البطولات التالية:
- بطولة العالم لكرة اليد للسيدات 2011
- بطولة العالم لكرة اليد للسيدات 2013
- بطولة العالم لكرة اليد للسيدات 2015

## الميداليات
| الميدالية | المسابقة                    |
| --------- | --------------------------- |
| فضية      | دورة الألعاب الأمريكية 2011 |
| فضية      | دورة الألعاب الأمريكية 2015 |

## روابط خارجية
- فاليريا بيانكي على موقع أوليمبيديا (الإنجليزية)